# 악카 치즈
악카 치즈(아랍어: جبنة عكاوي 주브나 악카위[*])는 팔레스타인의 악카와 주변 서아시아 지역에서 생산되는 소젖 치즈이다. 단순히 악카위(아랍어: عكاوي)로도 불린다. 보통 저온살균 우유를 쓰지만, 양젖이나 염소젖으로 만들기도 한다. 염지 치즈의 하나로, 소금을 친 유청에 이틀 정도 담가 염지해 만든다.

## 같이 보기
- 나블루스 치즈
- 아랍 치즈
- 주브나 바이다